# اووه گرائر
اووه گرائر (انگلیسی: Uwe Grauer؛ زادهٔ ۱ ژانویهٔ ۱۹۷۰) بازیکن فوتبال اهل آلمان است.
از باشگاه‌هایی که در آن بازی کرده‌است می‌توان به باشگاه فوتبال اولم ۱۸۴۶، باشگاه فوتبال شالکه ۰۴، باشگاه فوتبال اوردینگن ۰۵، و باشگاه فوتبال بروسیا دورتموند اشاره کرد.